# Mångbergs fäbodar
Mångberg (sollerömål Månggbjer) är en gammal hemfäbod vid Siljans västra strand, strax söder om Gesunda, dit bönder från Sollerön drog tidigt om vårarna för att återvända sent om hösten. Dit fördes djuren på det första grönbetet. Senare på sommaren fördes de vidare till de s.k. långfäbodarna högre upp i skogen. I Mångberg bedrevs jordbruk, där odlades säd och bärgades hö för vinterns behov. Vid Mångån anlades kvarn, tröskverk, vadmalsstamp och så småningom såg. Idag är Mångberg huvudsakligen ett fritidshusområde, där fritidsboende sker både i ursprunglig fäbodbebyggelse och i senare uppförda hus. Där finns även enstaka permanenta invånare. 
Exakt hur länge Mångberg har brukats som hemfäbod är okänt, men det är troligt att det redan under tidig medeltid (1200-talet) fanns bebyggelse här.